# Île d'Ormuz
Pour l’article homonyme, voir Détroit d'Ormuz.
Ormuz, ou Hormuz (du persanهر مز) est une île iranienne située dans le détroit d'Ormuz. Elle dispose d'une importance stratégique par sa position au débouché du golfe Persique.

## Toponymie
L'île tire son nom du chef-lieu d'une principauté continentale persane, qui se situait sur la rivière de Mināb. Connue depuis l'Antiquité, Hormuz était une importante place marchande, qui assurait le débouché commercial du Kirmān. Mais les attaques turco-mongoles obligèrent le prince d'Hormuz au début du XIVe siècle à déplacer sa capitale sur l'île de Djārūn, aujourd'hui connue sous le nom d'île d'Ormuz, ou Hormuz.

## Géographie

### Topographie et environnement
L'île d'Ormuz est située au centre du détroit du même nom entre le golfe Persique et le golfe d'Oman, à deux kilomètres au sud-est de Bandar Abbas, sur la côte iranienne. De forme ovale, son périmètre est de 17 km et sa superficie de 42 km2. C'est une île volcanique dont le point culminant au milieu de l'île atteint 186 m. Le littoral sud et est de l'île est caractérisé par une côte haute abrupte liée à son origine volcanique. Le littoral nord et ouest est quant à lui caractérisé par une plaine littorale basse de sable. En été, l'île est caractérisée par un climat très chaud et humide sans précipitations.

## Histoire

### XIVe-XVIe: Ormuz capitale de royaume
Du XIVe au début du XVIe siècle, l'île d'Ormuz eu un rôle très important dans le commerce maritime du golfe Persique, en tant que capitale d'un royaume sous les rois d'Ormuz (Muluk-i Hurmuz). C'était ici qu'étaient centralisées toutes les marchandises en provenance d'Inde. L'influence du royaume s'étendait sur toutes les îles du Golfe, le littoral et sur la côte de  l'Omān. La capitale était située sur la plaine littorale et était peuplée de 40 000 habitants.

### Occupation portugaise

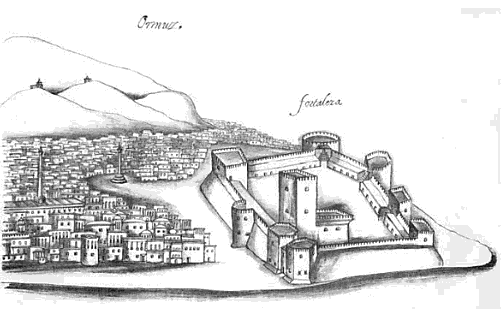
Gaspar Correia, Fort de Notre Dame de la Conception, Lendas da Índia, 1556.

En 1507, le navigateur Afonso de Albuquerque, après avoir conquis l'île de Socotra dans l'océan Indien, négocie avec le souverain d'Ormuz la passation de l'île sous suzeraineté portugaise, assurant ainsi à ces derniers le contrôle de l'entrée du golfe Persique. Il entreprend la construction d'un fort mais doit abandonner ce projet en raison de la défection de certains de ses officiers et de résistances locales. Cette île fut l'un des principaux points d'ancrage de l'Empire colonial maritime portugais, qui leur permettait de faire le lien avec leur empire asiatique et de contrôler les navigations dans l'océan Indien. On comprend donc que la position de cette île revêt une importance stratégique et commerciale de premier plan dans le contrôle des routes maritimes. 
Les Ottomans tentent en 1552 la conquête l'île, non pas en partant de Bassorah, au fond du golfe Persique qui est sous leur contrôle mais où ils n'ont pas établi de base navale, mais depuis Suez de l'autre côté de la péninsule Arabique. La flotte ottomane dirigée par l'amiral Piri Reis parvient au large d'Ormuz en septembre 1552 après avoir parcouru environ 5 500 km en cinq mois, soit à peu près cinq fois la distance entre l'île et Bassorah. L'épuisement des troupes ottomanes, ainsi que la pénurie de poudre à canon, sont des facteurs explicatifs de leur échec face aux défenseurs portugais.
En 1622, l'Angleterre, alliée aux Perses séfévides du  shāh 'Abbās met fin à la domination portugaise. Ainsi, le 19 février, six navires anglais de la Compagnie britannique des Indes orientales (BEIC), accompagnés d'une multitude de petites embarcations, transportent sur l'île 3 000 soldats perses sous la direction d'Iman Qouli Khan Undiladzé. Après un long siège, les Portugais capitulent le 22 avril suivant et le Shah rase la ville. Trois ans plus tard, en 1625, les Portugais tentent de retrouver leur pouvoir sur l'île mais en sont empêchés par les Anglais alliés avec les Pays-Bas.

## Économie

### Ressources naturelles
Le dynamisme lié au commerce maritime de l'île d'Ormuz fut néanmoins rapidement dépassé par la côte iranienne et le port de Bandar 'Abbās. L'île ne compte aujourd'hui que sur l'exploitation de ses ressources naturelles. L'Iran exploite aujourd'hui cette île pour de nombreuses ressources naturelles comme l'ocre, le minerai de fer qui donne une couleur rouge particulière à la boue, le minerai de cuivre, d'argile verte. Ces ressources sont destinées à l'exportation.

### Tourisme
On peut visiter les ruines de la citadelle portugaise qui fut construite à l’époque de la prise de l'île par les Portugais en 1507. 

#### Accès
Cette île est accessible en bateau à partir de l'embarcadère du port de Bandar Abbas, ainsi que depuis l'île voisine de Qechm. La fréquence des bateaux varie selon la saison.

## Images

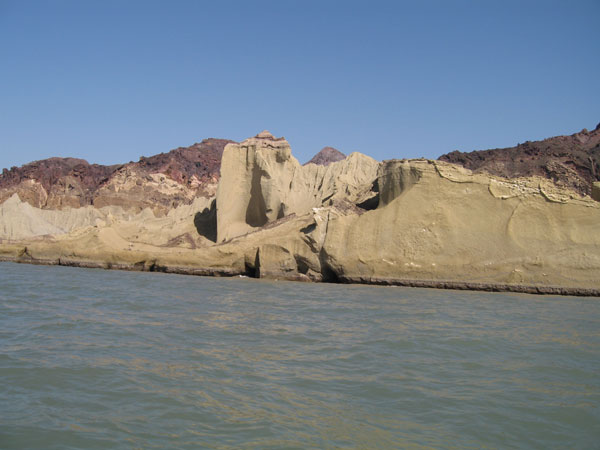
Ormuz
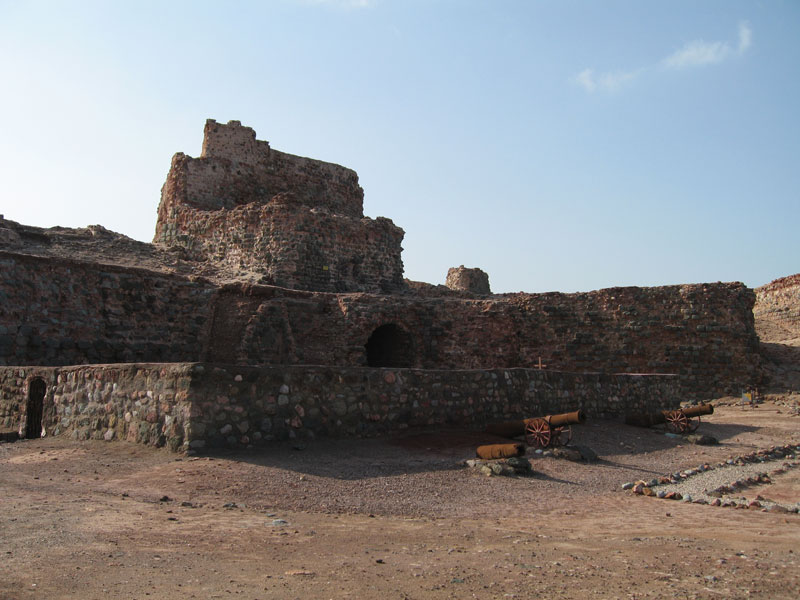
Le fort portugais Notre-Dame de la Conception
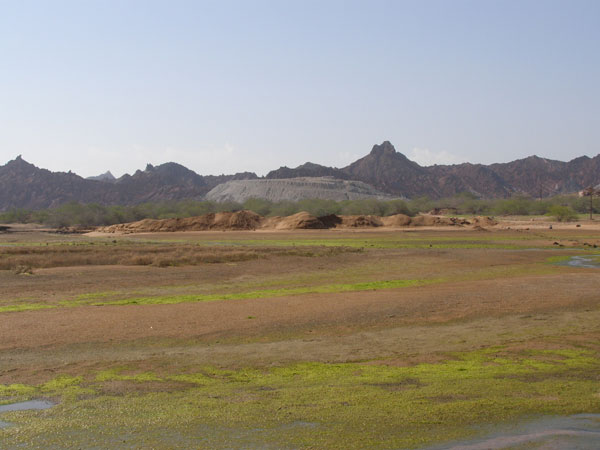
Forêts d'avicennia marina

## Culture
Dans la saison 3 des Mystérieuses Cités D'Or, épisodes 19 et 20, les héros font étape sur l'île d'Ormuz à la recherche d'un antiquaire. 